# Victor D'Hondt
Victor Joseph Auguste D'Hondt (20 de novembre, 1841 - † 30 de maig, 1901) va ser un jurista belga i professor de dret civil i de dret fiscal en la Universitat de Gant. Va ser també matemàtic. Va idear un mètode, descrit el 1878 per a repartir els seients dels càrrecs electes en un sistema de partits en eleccions proporcionals, conegut com a Regla D'Hondt.
El seu mètode va ser adoptat en molts països, com per exemple Argentina, Àustria, Bèlgica, Brasil, Bulgària, Xile, Colòmbia, Croàcia, Eslovènia, Espanya, Finlàndia, Guatemala, Irlanda, Israel, Japó, Països Baixos, Paraguai, Polònia, Portugal, República Txeca, Suïssa, Turquia o Veneçuela.

## Publicacions
- La représentation proportionnelle des partis par un électeur, Gant,1878.
- Système pratique et raisonné de représentation proportionelle, Brussel·les, 1882.
- Exposé du système pratique de représentation proportionnelle, Gant, 1885.
- Tables de division des nombres 1 à 400 par 1 à 31 et 401 à 1000 par 1 à 13 pour la répartition proportionnelle des sièges en matière électorale avec exposé de la méthode, Gant, 1900.